# Vernix caseosa

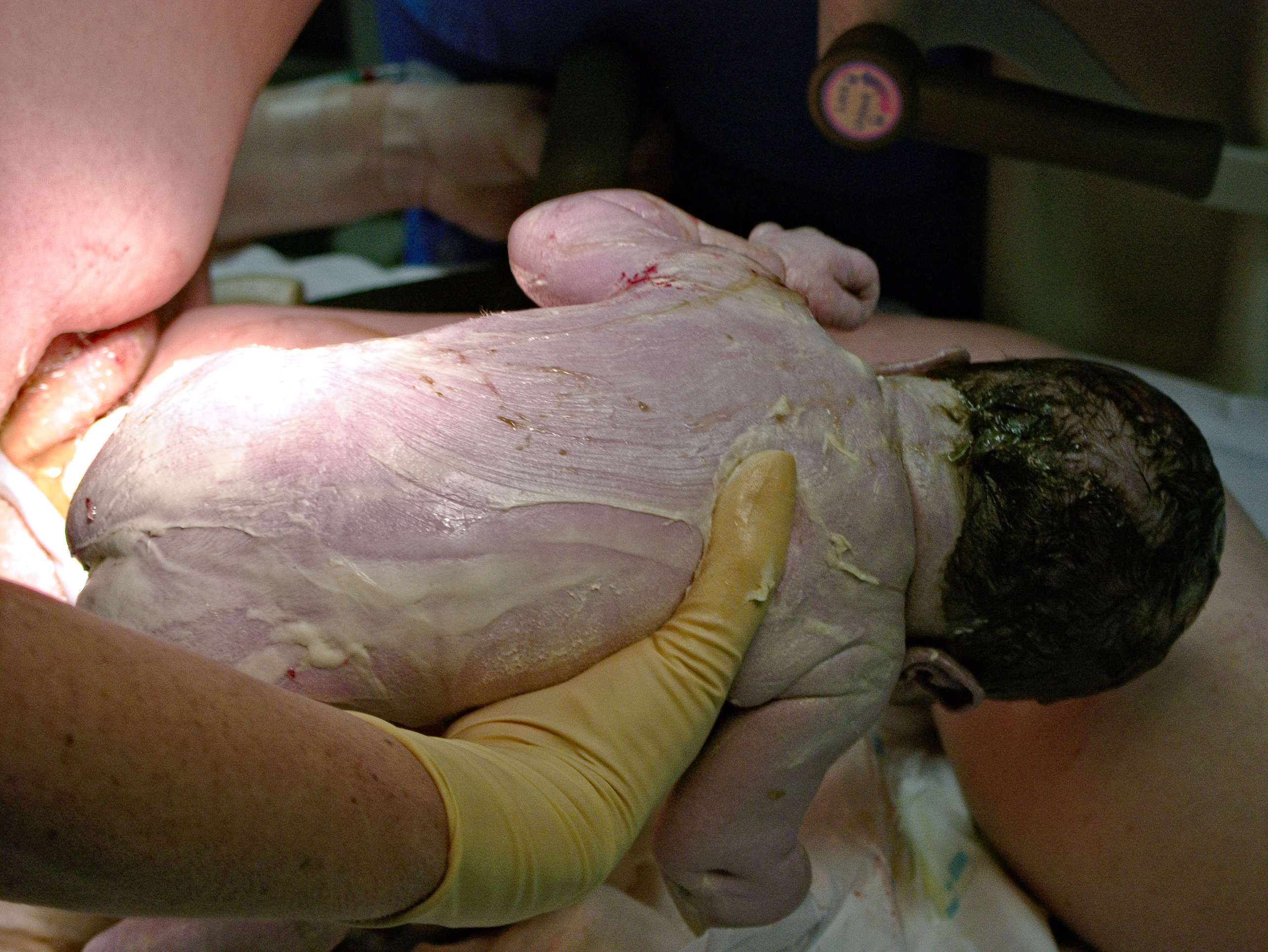
Vernix caseosa op een pasgeboren baby

Vernix caseosa is een witte, vettige substantie, die op de huid van pasgeboren baby's te vinden is. Het hoopt vooral in de huidplooien. Hoe langer de zwangerschap heeft geduurd, des te minder huidsmeer er aanwezig is. De functie is omstreden. Vernix is Latijn voor vernis, caseosa betekent kaas.

## Samenstelling
Vernix wordt vanaf de 20e zwangerschapsweek gevormd. Het bestaat voor 80% uit water, voor 10% uit vetten en voor 10% uit eiwitten. De vetten worden deels door de talgklieren geproduceerd, die bij de foetus relatief actief zijn. Een ander deel van de vetten komt overeen met de vetten die de barrièrefunctie van de hoornlaag vormen: cholesterol, vrije vetzuren en ceramides. Deze bestanddelen worden geproduceerd door de keratinocyten. De eiwitfractie blijkt uit tientallen verschillende eiwitten te bestaan. Een groot deel daarvan behoort tot de aangeboren afweer: antibacteriële eiwitten zoals alfa-defensines (humaan neutrofiel proteïne).

## Functie
De functie van vernix is onduidelijk. Vernix komt voor zover bekend alleen voor bij de mens en bij pups van de Californische zeeleeuw (Zalophus californianus). Het voorkomen van vernix bij deze twee soorten alleen wordt soms gezien als een aanwijzing voor een meer aquatisch verleden van onze soort. Het zou de foetus kunnen beschermen tegen de schadelijke invloeden van meconium en vruchtwater. De aanwezigheid van antibacteriële eiwitten lijkt te duiden op een functie in de bescherming tegen infecties na de geboorte. Baby's bij wie de vernix werd afgewassen hadden echter niet meer bacteriën op de huid dan baby's bij wie het was laten zitten. Tegenwoordig wordt aangeraden de vernix niet weg te wassen, maar gewoon te laten zitten.